# Фомин, Николай Николаевич
Николай Николаевич Фомин (1916 год, село Уварово — дата смерти неизвестна) — бригадир колхоза имени Куйбышева Кировского района Восточно-Казахстанской области, Казахская ССР. Герой Социалистического Труда (1949).

## Биография
Родился в 1916 году в крестьянской семье в селе Уварово (сегодня — Глубоковский район). С 1930 года трудился в колхозе «Иртыш» (позднее — колхоз имени Куйбышева). В 1937—1940 года проходил срочную службу в Красной Армии. Участвовал в Великой Отечественной войне. В 1945 году демобилизовался и возвратился на родину, где продолжил трудиться бригадиром полеводческой бригады в родном колхозе.
В 1947 году бригада Николая Фомина собрало в среднем по 32 центнера зерновых с каждого гектара на участке площадью 30 гектаров. За эти высокие трудовые показатели был награждён в марте 1948 года Орденом Ленина. В 1948 году было собрано в среднем по 30 центнеров зерновых с каждого гектара на участке площадью 60 гектаров. За получение высоких урожаев пшеницы при выполнении колхозом обязательных поставок и контрактации по всем видам сельскохозяйственной продукции, натуроплаты за работу МТС в 1948 году и обеспеченности семенами всех культур в размере полной потребности для весеннего сева 1949 года удостоен звания Героя Социалистического Труда указом Президиума Верховного Совета СССР от 20 мая 1949 года с вручением ордена Ленина и золотой медали «Серп и Молот».
В 1949 году бригада Николая Фомина собрала высокий урожай зерновых, за что был награждён в мае 1950 года третьим Орденом Ленина.
После выхода на пенсию проживал в Кировском районе Восточно-Казахстанской области.
Награды
- Герой Социалистического Труда
- Орден Ленина — трижды (29.03.1948; 20.05.1949; 08.05.1950)